# カートルブリッジ鉄道事故
カートルブリッジ鉄道事故とはスコットランド・ダンフリーズ・アンド・ガロウェイのカートルブリッジ駅で発生した鉄道事故である。

## 事故の経過
1872年10月2日、1時間50分遅れで運行していたロンドン・ユーストン21時00分発の夜行のスコッチ・エクスプレスが7時50分にカーライルを発車した。この列車は機関車2両と車両18両で編成されていた。カートルブリッジ駅のすぐ北側のソルウェイ・ジャンクションは完全に連動装置で防護されていたが、駅自体は防護されておらず、また絶対閉塞システムも稼働していなかった。7時55分、貨物列車が同駅に到着し入換作業を開始した。渡り線のポイントは信号扱手ではなく地上のレバーによって操作されており、さらに信号扱所から300ヤード離れていた。ローカルルールでは信号機は停止を現示しなければならないとしていたが、この時は進行を現示していた。さらに、信号扱手は入換作業について知らされておらず、また急行列車の運行状況に関する通知を受けていなかった。カートルブリッジ駅の駅長は遅れて走行している急行列車がまだ駅を通過していないことを少しの間忘れ、貨車を渡り線のポイントを通して下り線に転線させた。駅長がそうしているうちに急行列車が40マイル毎時（約64 km/h）で走行してきて貨車と衝突した。先頭の機関車は最終的に今来たばかりの方向を向いて止まり、その炭水車はプラットホームの上にひっくり返り、2番目の機関車はレール上に留まったが、その炭水車と以降の3両の客車がその上にのしかかっていた。乗客11人と機関士1人が死亡した。この事故よりも前に発生した数々の事故のように、「連動装置と閉塞 ('interlocking and block working')」により事故を防止できるはずであった。